# Ayerbe
Ayerbe és un municipi aragonès a la província d'Osca i enquadrat a la comarca de la Foia d'Osca. Per aquesta població hi passa la línia de ferrocarril entre Osca i Canfranc.

## Geografia

### Situació
El poble és en una depressió erosiva excavada a la fàcies margosa terciària, a l'esquerra del riu Gàllego, i gaudeix d'un cel alegre i d'un clima agradable. Es troba a la carretera autonòmica A-132 direcció Pamplona. Té una estació de ferrocarril a la línia de Madrid a Jaca i Canfranc.
El territori té 6.329 ha. Limita al nord amb el terme de Las Peñas de Riglos i Loarre, a l'est, amb Loarre i Os Corrals, al sud, amb Lupiñén-Ortilla i a l'oest, amb Biscarrués i Morillo de Galligo. El terreny és apte per al regadiu, en general és de secà, fluix i pedregós, i està format per extensos plans esquitxats de petits tossals aïllats. L'alzina, l'ametller, la vinya i l'olivera ocupen gran part de la terra, que també està poblada per romaní, argelaga i altres arbustos, a més de les herbes de pastura.

## Nucli urbà
El nucli urbà gira al voltant de dues sumptuoses places quadrangulars custodiades pel que antigament era el palau dels marquesos d'Ayerbe (Segle XVI), declarat Monument Històric Artístic el 3 de juny de 1931, i que aplega una arquitectura domèstica atractiva annexa a altres edificis arquitectònicament distingits que fan que la visita a Ayerbe desperti una atracció especial.
Els habitants d'Ayerbe són orgullosos d'haver compartit, temps enrere, deu anys de la vida del premi nobel de medicina Santiago Ramón y Cajal, i en promocionen el record amb un museu i un centre d'interpretació dedicat a la seva memòria, a més de tenir a la Biblioteca Pública de Ayerbe una secció "Cajal" amb més de 250 obres i documents a l'abast de qualsevol que n'estigui interessat.

## Demografia
| 1900  | 1910  | 1930  | 1940  | 1950  | 1960  | 1970  | 1981  | 1986  | 1992  | 1999  | 2004  | 2005  | 2007  | 2008  |
| ----- | ----- | ----- | ----- | ----- | ----- | ----- | ----- | ----- | ----- | ----- | ----- | ----- | ----- | ----- |
| 2.546 | 2.523 | 2.480 | 2.430 | 2.409 | 2.180 | 1.895 | 1.356 | 1.328 | 1.198 | 1.111 | 1.092 | 1.097 | 1.111 | 1.126 |

## Heràldica
Escut quadrangular amb base circular, amb el fons blau, un castell d'or de tres torres i amb la torre central més elevada que les altres dues, aclarit de gules i maçonat de sable, surmuntat d'una flor de llis d'or. Al timbre, una corona tancada que consisteix en un cèrcol d'or encastat de pedres precioses, sumat de vuit flors de fulles d'api, amb perles intercalades, i sumat d'altres tantes diademes carregades de perles, tancades a la part de dalt i sumat, a la part on s'ajunten, un globus central i creuat d'una creu plana.

### Bandera
Es representa en una tela d'una llargària equivalent a tres meitats de l'amplada. La tela és groga, amb una flor de llis blava i horitzontal que comença al pal de la bandera. Aquesta flor ocupa dos terços de la llargària de la tela i té al mig un castell groc de tres torres, amb la torre central més elevada que les altres dues, aclarit de vermell i maçonat de negre.

## Entitats de població
- Fontellas, llogaret situat a 550 metres sobre el nivell de la mar.[3]
- Losanglis. L'any 1991 el llogaret tenia 69 habitants. Està situat a 520 metres d'altitud.[4]

## Idioma
Fins a principis del segle xx, a Ayerbe es parlava l'aragonès o, concretament, un dialecte, l'aragonès meridional. Aquest dialecte era comú a la comarca d'Ayerbe, la Sotonera i els peus de mont d'Osca i Barbastre.
A principis del segle xx, després de la generalització de l'escolarització dels nens, l'idioma es va començar a castellanitzar. Des de l'escola, els mestres titllaven l'aragonès de vulgar i d'idioma d'analfabets i rudes.
Un mestre va passar per Ayerbe i va deixar gravada una lliçó als nens que avui tenen 95 anys:
«"O Ferrero de Lobarre a feito un fuso de fierro" eso sólo lo diría así un zoquete. La persona que quiere mostrarse culta dirá: "El herrero de Loarre ha hecho un huso de hierro"».
Avui, la comarca de la Foia d'Osca/Plana de Uesca és bilingüe per llei però a Ayerbe el cent per cent de la població parla el castellà. L'ús de l'aragonès està quasi extingit i només en queden algunes expressions i girs de l'idioma antic.

## Història
No hi ha dades objectives que permetin suposar l'antiguitat d'Ayerbe. L'emplaçament del nucli urbà, al vèrtex del mont de Sant Miquel, no es correspon amb les característiques comunes dels assentaments primitius. Tampoc és cert que sigui l'antiga mansió romana anomenada Ebellino, ja que per aquí no va passar mai la via romana Caesaraugusta-Benearnum. Els orígens s'han de buscar al voltant del castell musulmà del cim del tossal.
Quan a Saragossa governava el musulmà Yahyà b. Mundir al-Muzaffar (1022-1036) va ser indispensable, davant de l'assetjament del rei cristià de Navarra Sanç el Gran (1000-1035), aixecar una fortalesa per defensar les terres planes. Al costat del castell naixeria un petit poblat dedicat al seu abastament.
L'any 1083, el rei aragonès Sanç I d'Aragó i Pamplona conquereix Ayerbe i ordena repoblar el lloc. Després de la mort de Pere I, Ayerbe, que va formar part del dot de la seva segona esposa, la reina Berta d'Aragó, va estar governat per ella durant uns anys. Entre els anys 1118 i 1122, el rei d'Aragó Alfons I el Bataller va crear un burg en un altiplà més al sud del tossal.
Des del principi va ser del Regne d'Aragó, ja que tenia tinents, i el 1276, el rei Jaume I el Conqueridor va deixar al seu fill Pere el castell i la vila d'Ayerbe. El 8 de maig de 1366, Pere el Cerimoniós va donar a Pedro Jordán de Urriés el castell, la vila d'Ayerbe i els seus terminis.
Ayerbe es va convertir en una baronia i més de vint Urriés van presidir, com a senyors, la sort dels seus habitants. D'entre tots destaca Hugo de Urriés, que, al segle xvi, va construir el magnífic Palau que avui presideix les places.
El 26 de juny de 1709, el rei Felip V va concedir a la vila els títols de «noble i fidelíssima» per la seva col·laboració en la Guerra de Successió.
A la Guerra de la Independència i altres guerres civils, Ayerbe va saber suportar els atropellaments i saquejos que van acabar amb la victòria dels veïns.
A finals del segle xix, l'arribada del ferrocarril va fer que Ayerbe es convertís en un centre mercantil de primer ordre i que es desencadenés una activitat comercial descomunal. La dècada dels 70 i el tancament de l'estació internacional de Canfranc van provocar que Ayerbe perdés molts llocs de treball i, en conseqüència, molts habitants.
Avui, la majoria dels seus residents es dediquen a l'agricultura i d'altres, que es resisteixen a sortir-ne, consideren que el poble és una ciutat dormitori. El comerç és escàs i hi ha una progressiva indústria de serveis que intenta donar-li un enfocament turístic.

## Patrimoni artístic

### Palau dels Marquesos d'Ayerbe
Aquest gran edifici del segle xv, que també es coneix amb el nom Palau dels Marquesos d'Urriés, té elements gòtics i les restes d'un pati interior renaixentista. Està situat al centre del poble i n'és el símbol d'identitat. És una construcció de carreus tallats amb molta cura, amb entrada sota arc de dovelles i escut d'armes.
Va ser acabat en temps de l'emperador Carles I d'Espanya pel senyor de la baronia d'Ayerbe, Hugo de Urriés, i la seva esposa, Greyda de Lanuza.
Durant la Guerra de la Independència, va ser una fortificació pels francesos. A principis del segle xx va passar a ser propietat de la família Coiduras. Va ser declarat Monument Històric Artístic el 3 de juny de 1931 i es va transformar en un comerç molt pròsper fins a la dècada dels 70. A principis del segle xxi, María José i Marta Coiduras van vendre el palau a José María Romero i la seva dona, Carmen Ruiz. Després de gairebé quatre anys condicionant-lo, al juliol del 2004 va tornar a obrir les portes en forma d'escola privada de música anomenada Palacio de la Música "El Pilar".

### Torre del rellotge
Aquest edifici, que es va aixecar l'any 1798, és exempt i està situat a la plaça, al costat del Palau. És una construcció única en totes les comarques dels voltants i el seu estil és diferent del de l'església i l'ajuntament. Fàbrica de carreus de cos llis amb una porta de llinda senzilla.
Aquesta torre és obra de Tomás Gállego i es va aixecar amb les restes de la torre de la parròquia de Santa María de la Cuesta, que va desaparèixer entre els anys 1750 i 1798, amb la finalitat de substituir aquesta primera torre, ja que tenia, des del 1563, un rellotge i una campana horària.

### Església de Sant Pere
És una construcció de carreuat, carreuó, maó i tàpia, i ofereix l'obra de diverses èpoques. La nau és de cinc trams i té una capella major poligonal. La decoració de l'interior del temple és de concepció neoclàssica. La façana, amb una decoració programada, és de pedra i concentra la decoració a la portalada. La portalada està protegida, a l'interior, per un bastidor de fusta de taulers llisos. L'església, actualment, no té torre. La seva fàbrica és del segle xvi i conserva obres de diverses èpoques. Conté un important museu religiós i un orgue de trompeteria vertical i horitzontal que data de mitjans del segle xix.
Aquesta església era la del convent de l'Orde dels Predicadors, advocació de Nuestra Señora del Remedio, fundat per Hugo de Urriés i Ximénez de Cerdán, VIII Senyor de la Baronia d'Ayerbe, i la seva dona, Greyda de Lanuza. El 1543 es va col·locar la primera pedra i es va acabar l'any 1548, després de la mort d'Hugo. Tomás Esquibel, prior dels Predicadors de Saragossa i vicari general de la Corona d'Aragó, va prendre la possessió del convent i va portar onze religiosos. La consagració va ser oficiada per Francisco de Urriés, bisbe d'Urgell, que va dedicar el temple en honor de l'Anunciació de Nostra Senyora, amb el títol de Remedio.
Al presbiteri de l'església es va construir el panteó per a la família Urriés. L'església es comunicava amb el palau per un llarg camí cobert.
A conseqüència de la Desamortització, el convent va ser abandonat pels religiosos de l'Orde dels Predicadors i va esdevenir una posada. La biblioteca i altres objectes de valor van desaparèixer.
Durant la Guerra de la Independència, els francesos es van atrinxerar a l'església i a la torre campanar d'aquest edifici. El 1810, les tropes nacionals no van tenir cap més remei que calar-li foc perquè les tropes napoleòniques el desallotgessin.
L'11 d'abril de 1855 es va inaugurar amb el nom de Parròquia de Sant Pere, després de reparar-se i condicionar-se sota la vigilància de l'arquitecte Ramón Villanueva, amb una subvenció del Govern de la reina Isabel II d'Espanya gràcies a les actives gestions del llavors rector Jaime Borra i les diligències practicades per l'ayerbense Mariano Soler, que en aquell temps era Magistrat de Pamplona.
El 25 de febrer de 1861, un incendi va destruir el retaule de l'altar major, regal del marquès d'Ayerbe. Des del 26 de maig fins al 10 d'octubre de 1866, es va fer el retaule actual, obra de l'escultor Eugenio Serrano, les imatges del qual va realitzar José Pueyo.
A la dècada dels 80 del segle xix, van desmuntar la torre de l'església i, al maig de 1968, van inaugurar la nova configuració de l'altar major, després de la reforma que li va donar el seu aspecte actual.

### Torre de Sant Pere
Edifici adossat a les restes de l'antiga col·legiata que va desaparèixer al segle xix. Té una fàbrica de carreus i conserva marques dels pedraires tant a l'exterior com a l'interior. Té tres cossos, dels quals els dos últims són el campanar. L'edifici de la torre és romànic, data del segle xii i va ser declarat monument arquitectònic i artístic el 14 de juliol de 1924.
La col·legiata de Sant Pere, per acord afirmatiu del Consell de Castella, va haver de ser demolida perquè estava a punt de quedar-se en ruïnes. A principis del segle xix, la cúpula va començar a ressentir-se i a obrir-se, ja que els seus punts de suport no resistien l'empenta de l'edifici. Va començar a esquerdar-se i el cabildo eclesiàstic intentava passar totes les celebracions que podia a l'església del convent de l'Orde dels Predicadors.

### Hospital vell
Edifici senzill, de construcció de carreus i tapiera amb arc de mig punt de dovella a l'entrada i tres finestres coronades amb un frontó extremadament senzill.

### Castell musulmà
Al cim del tossal, a la falda del qual està ubicat el poble, hi ha restes d'una construcció que es remunta a l'època musulmana i que va haver de ser refet durant la reconquesta. Només han arribat fins a l'actualitat uns murs de carreus que, aparentment, són murs de contenció del terreny. Aquests murs configuren una planta irregular i es conserva un aljub.

### Els murs
Són restes d'una església romànica de l'època medieval i que formava part del castell.Era una construcció de carreus, alguns dels quals conserven la marca del pedraire. Era un edifici exempt acomodat al desnivell del terreny mitjançant una obra de picapedreria. Va tenir una nau d'ún únic tram amb un absis cobert i amb exedra, de la qual només se'n conserva l'arrencada. La cúpula està completament enfonsada i és impossible determinar quin n'era l'arc.

### Ermita de Sant Miquel
Després de la última reconstrucció a la darreria del segle xx, és un edifici exempt amb obra de carreus d'una nau amb dos trams i una capella major. Aquesta capella, que té un absis semicircular, està coberta amb una cúpula de canó. Els trams estan coberts amb llunetes i tenen obertures de llinda. A l'interior, la cornisa que recorre el recinte és d'inspiració neoclàssica. A la part baixa, un banc construït amb obra de paleta recorre el recinte. El banc que recorre l'absis és l'original romànic i té l'angle bordejat amb un bossell. L'entrada és d'arc rebaixat i està protegida per un pòrtic cobert de fustes i obert per la façana amb una porta de llinda.

### Ermita de Nostra Senyora de Casbas
És una construcció de carreus tallats de manera regular. Té una nau de quatre trams i una capella major que, a la planta, només es diferencia per un reixat de separació i, a la cúpula, per una decoració pictòrica. Tots els trams estan coberts amb llunetes que tenen obertures d'arc de mig punt a l'exterior i de llinda a l'interior al mur sud. Un banc de fusta recolzat al mur i amb suports tornejats en recorre tot el contorn. El cor queda als peus, elevat i sobre llunetes, i té el davant d'arc de mig punt encastat als murs. L'interior del temple presenta un conjunt destacat barroc per la decoració mural amb què harmonitzen els altres elements. La decoració pictòrica és un arc de mig punt, amb una contraporta de fusta clavada que data de l'any 1700. Està protegida per un pòrtic cobert amb una cúpula de mig canó i oberta per davant amb un arc de mig punt. Aquesta façana del pòrtic queda emmarcada per pilastres llises semiemportades que sostenen una estructura de llinda, sota la qual les juntes són de diamant i, al seu torn, sostenen un frontó delimitat amb motllures d'inspiració barroca. Nostra Senyora de Casbas és de talla romànica.

### Ermita de Santa Llúcia
És un edifici exempt del segle xii i de construcció de carreus que conserva les marques del pedraire. Té una nau de tram únic cobert amb una cúpula de canó. En aquesta cúpula es van pintar tres arcs faixons que diferencien quatre trams. La capella major està coberta amb exedra. L'entrada està als peus i és un arc de mig punt senzill i sense cap ornament.

### Ermita de Sant Pau
La seva fàbrica és de carreus a la façana i de carreuó als laterals. És d'una nau de quatre trams amb una capella major que només es diferencia pel fet que està més elevada que la nau. Els trams estan separats per arcs de diafragma, actualment deformats, que sostenen la coberta a dues aigües. L'entrada és d'arc de mig punt de maons.
Segons el llibre de comptes de la confraria de Sant Pau Apòstol, les notícies documentals més antigues d'aquesta ermita i de la seva confraria són del 1618.
A principi del segle xix, es va reconstruir l'ermita que es van pagar amb almoines i col·laboracions de treball personal.
El 1811 es va fer la sagristia, que va costar 63 lliures jaqueses i els materials de la qual van ser rajoles i teules extretes del convent de l'Orde dels Predicadors. També es va fer la calaixera per guardar els ornaments, una placeta davant de l'entrada, es va arreglar el camí, etc.
A més de les aportacions del poble, hi ha les aportacions de la noblesa: cal destacar el paper que hi va tenir la marquesa, vídua del II marquès d'Ayerbe, María Josefa de Azlor y Villavicencio, que va entrar a formar part de la confraria el 1802 amb els seus familiars més propers. Les seves diverses aportacions en metàl·lic van suposar un gran alleujament per a l'economia de la confraria. El 1815, la marquesa d'Ayerbe va sufragar les despeses d'impressió de les estampes que es van fer amb l'escena del llenç central del retaule i, el 1817, la marquesa Juana Bucareli, vídua del III marquès d'Ayerbe, va regalar una casulla morada. També van contribuir diverses vegades la marquesa de Lierta i Rubí i el compte de Contamina amb diverses almoines en metàl·lic i amb materials.
El 1810 es van fer treballs per repelar l'exterior de l'ermita i el 1814 es va haver de desmuntar la teulada per arreglar el problema de les goteres. Es va començar a edificar la casa de l'ermità el mes de novembre de 1824.
La confraria va anar dotant a l'ermita de tot allò que necessitava perquè pogués oferir el millor culte diví: llibres, ornaments, bancs, un armari i una taula a la sagristia. L'interior es va allisar i pintar. L'any 1818 es va comprar un relicari de plata, fet a Osca, per 10 lliures, 25 sous i 18 monedes jaqueses. En aquest relicari es van guardar les relíquies de Sant Pere i Sant Pau, proveïdes de les seves autèntiques.
De les dues làmpades que cremaven davant de l'altar major de l'ermita, l'ayerbense Romualdo de Santa Leticia, carmelita descalç del Col·legi d'Osca, va entregar, el 1810, la millor de les dues. Es va comprar per 3 lliures, 3 sous i 12 monedes jaqueses amb la condició que, si els religiosos tornaven al convent i la reclamaven, l'haurien de tornar. Aquests religiosos, al su torn, els tornarien els 3 duros pagats per la confraria, l'equivalent a l'import en la moneda aragonesa.
A finals del segle xix es van haver de tornar a fer obres a l'edifici per preservar-lo de la ruïna.

### Palau dels Luna
El Palau dels Luna destaca entre les cases de la població per bona mostra de l'arquitectura renaixentista aragonesa. Té un escut, és fet de carreus i les façanes són rematades amb la típica galeria d'arquets de maons. La teulada vola sobre el ràfec de fusta.

### Casa Normante
La Casa Normante està situada a la plaça Ramón y Cajal número 3. Es tracta d'un dels edificis més interessants i singulars d'Ayerbe, ja que reuneix una sèrie de característiques que la distingeixen de la resta.
Possiblement va ser construïda al segle xvi. La façana és digna d'admiració per les seves línies senzilles i sòbries que li donen caràcter. Tota la façana és de pedra carreuada, un material molt utilitzat pels mestres constructors de la Bal d'Ayerbe durant els segles XVI, XVII i xviii.
L'entrada consisteix en un arc de mig punt de 13 dovelles llargues i estretes (un cas únic a Ayerbe). A la dovella clau hi ha un escut quartelat i timbrat per un cercle on hi ha una creu grega inserida que acaba amb braços en forma de flor de llis. La meitat de l'arc va ser tapada amb carreus i l'altra meitat va ser repicada per adaptar-la al buit de la porta actual, un buit de llinda. A la mateixa planta baixa, més cap a l'esquerra, hi ha una porta de llinda.
A la primera i la segona plantes hi ha dos balcons, amb els seus repeus i les seves baranes de ferro, que substitueixen les finestres primitives. A causa del fet que es va construir pràcticament sense ràfec, les vores es van fer amb una cornisa de pedra senzilla (que avui dia encara es conserva sota la canalera metàl·lica existent). Aquesta vora està lleugerament motllurada per davant i la seva funció era recollir l'aigua de la pluja mitjançant un canal interior que la vertia a l'exterior a través de tres gàrgoles de pedra, igual que la façana. Aquestes tres gàrgoles estan recolzades en altres boquets de pedra (un altre cas únic a Ayerbe).
El 2007, l'ajuntament d'Ayerbe va aprovar el projecte d'enderrocament de l'immoble, encara que no va arribar a produir-se gràcies a la intervenció de l'Associació d'Acció Pública per a la Defensa del Patrimoni Aragonès (APUDEPA), que va sol·licitar-ne la catalogació a la Direcció General del Patrimoni Cultural.
Segons l'ordre del 13 de novembre de 2007 del Departament d'Educació, Cultura i Esport, es va incloure en l'Inventari del Patrimoni Cultural Aragonès.

## Arquitectura domèstica
L'arquitectura domèstica coincideix amb les mostres tipològiques aragoneses del segle xvi. És van construir principalment amb molts carreus, que es va complementar amb maons. Hi ha diverses cases que tenen un interès especial i un escut que ofereix un aspecte homogeni, pels carreus i les vores de galeria d'arquets.

## Fauna
La varietat de biòtops que a les carenes de les Serres fins al fons de la Foia, les grans extensions de puigs i serres d'un valor i d'una riquesa forestal fora de qualsevol dubte que rodegen la comarca. La conservació, encara que sigui residualment de vegetació autòctona en "marguines", boscatges, barrancs, cabaneres i terres abandonades, així com les illes de vegetació que sobreviuen a rompudes i incendis, ha permès que, de moment, la comarca s'escapi del nefast deteriorament ecològic que pateixen els puigs de la província durant aquests últims cinquanta anys (tales i rompudes dels carrascals i dels cajicares del peu de mont, incendis, monocultius, aplicació d'insecticides, sobretot a les estepes agrícoles…).
Aquestes «illes» de vegetació autòctona tan importants que s'han quedat escampades per tot el territori són el refugi d'una gran varietat d'espècies vegetals i animals i han permès que es tornessin a colonitzar molts ecosistemes que s'havien fet malbé.
Per als lepidòpters rhopalocera (les papallones diürnes) de la comarca d'Ayerbe són fonamentals totes aquestes condicions perquè puguin mantenir una varietat i una freqüència importants d'espècies locals i migratòries.
Durant tot l'any hi són presents espècies de totes les famílies i qualsevol passejada per camins, caminals o barrancs permeten contemplar-les, ja siguin satírids volant desordenadament com nymfàlides aletejant majestuosament.
L'emplaçament de la comarca d'una de les millors reserves d'Europa de voltors comuns donen a Ayerbe un atractiu especial per a ornitòlegs i naturalistes.
La caça és una altra de les riqueses de la zona. Per tradició, es practica la caça menor i només es deixa el porc senglar per a la caça major.

## Vegetació
Hi ha, sobretot, terra de cultiu envoltada de brolla, que conviu amb l'argelaga, el boix, el ginebre, la boixerola, la lavàndula, el romaní i la farigola.
Arbres naturals: la garriga i el pi blanc.
Arbres de repoblació: el pi roig i la pinassa.
S'ha de destacar la gran varietat de bolets que germinen a la zona: el pinetell de calceta, els xampinyons silvestres, el rovelló, etc.

## Oci
Ayerbe i la seva comarca constitueixen un espai obert amb moltes possibilitats per a fer-hi una estada reposada, una d'oci alternatiu o per alternar-les mentre es gaudeix d'un indret amb racons molt singulars i amb un patrimoni artístic i natural variat. La peculiar configuració del paisatge es tradueix en l'emoció d'una naturalesa viva.
Ayerbe té una biblioteca pública, un casino, bars, una piscina municipal i, al voltant del poble, una xarxa de camins i carreteres de segona ordre que configuren un paradís per als amants del senderisme i dels ciclistes de camp i de carretera.
El parc natural de la Fontaneta és perfecte per al relaxament, el senderisme i el footing, i té un meranjol espaiós dotat de barbacoa, ideal per fer-hi un dinar de camp.
La Font dels Tres Caños és molt curiosa pel seu valor arquitectònic i l'entorn on està situada.
A menys de quinze minuts hi ha el Castell de Loarre, la fortalesa romànica millor conservada d'Europa, la Col·legiata de Bolea, els Mallos de Riglos i l'Agüero. A menys d'una hora hi ha moltíssims pobles encantadors, com ara Ardisa, Biscarrués, Piedramorrera, Os Corrals, Anzánigo, Las Peñas de Riglos, Valle de Hecho, Ansó, etc. També es pot arribar al Monestir de Sant Joan de la Penya i al Monestir de Santa Creu de la Seròs. S'accedeix a les pistes d'esquí de Candanchú i Astún. Una altra opció és el parapent, que es pot practicar a Loarre, el descens en canoa o el ràfting pel riu gàllego, el salt de pont, l'escalada a Riglos, el windsurf a Tormos,…

## Festes religioses

### Setmana Santa
La Confraria de la Sang de Crist és qui s'encarrega d'organitzar les processons que desfilen per Ayerbe durant la Setmana Santa d'Ayerbe.
Es va fundar l'any 1669 a l'altar del Sant Crist, situat en un lateral de la capella capitular de Nostra Senyora de Soterrano de la desapareguda Col·legiata de Sant Pere apòstol.

## Festes patronals

### Sant Pau
L'últim diumenge de gener se celebra aquesta festa en honor de l'apòstol Sant Pau. Segons la tradició, Sant Pau, begut i de camí cap a Saragossa, va caure al camp i, just en el lloc on el van trobar adormit, van aixecar una ermita. Cada any, els ayerbenses ho celebren al voltant de l'ermita i amb un esmorzar ben generós que, si el fred dels matins de gener ho permet, sol acabar en un dinar. El dia anterior s'encenen fogueres on es couen patates, s'escalfa el cos amb un bon vi de la zona i s'acaba ballant en una gran revetlla.

### Verge de Casbas
El primer diumenge de juny se celebra la "romería" cap a l'ermita de la Verge de Casbas. En aquesta processó participen les poblacions d'Ayerbe, Biscarrués, Fontellas i Losanglis. S'hi canta una missa solemne.
Segons la llegenda, la Verge va venir des de Casbas (França) perquè va escollir aquest poble i, des d'aleshores, protegeix la vida i la fe dels ayerbenses, que la invoquen en moments de prova i confien en el seu amor maternal. La festa comença el dissabte amb una gran revetlla que s'allarga fins al diumenge, amb un esmorzar i un dinar a l'ermita.
Història: Aquesta festa és per donar gràcies per la pluja miraculosa que va caure sobre Ayerbe i els pobles veïns l'1 de juny de 1640. Llavors, van portar la seva Santa Imatge a la Col·legiata de Sant Pere de la vil·la, on es va venerar durant nou dies. L'últim dia, el primer de juny, va ser portada de nou al seu santuari de Casbas. Abans que les processons poguessin tornar als pobles, va ploure amb una abundància tan gran que va salvar la collita. Tot això consta en escriptura pública, que aquell dia es va fer i testificar per a la memòria d'un benefici tan gran i, com a consideració, Ayerbe i els seus pobles veïns van fer el vot de venerar aquesta Santa Imatge aquest mateix dia. El dia del vot de 1981, mitjançant una consulta popular, es va canviar al primer diumenge de juny.

### Santa Letícia
És la festa major de la vil·la des del 1549. Cap al 9 de setembre, el dia que es festeja la patrona, hi ha quatre o sis dies, depenent dels anys, en els quals els veïns i hostes d'Ayerbe surten als carrers, inundats d'alegria, i acaben amb un gran sopar de germanor al voltant de les calderetes. La processó amb Santa Letícia, del pedestal de la qual penja el raïm que, un cop beneït, es repartirà per les cases. Hi ha una comparsa de gegants i capgrossos, xaranga, competicions esportives, concursos infantils, espectacles, balls, concursos culinaris, etc. Cada nit hi ha curses amb els pirotècnics (el toro de foc d'Ayerbe). No gens d'estranyar, doncs, que cada any hi hagi més visitants que vulguin participar i gaudir d'aquestes festes.
La fira, anomenada Fira d'Alternatives Rurals del Prepirineu, és el diumenge més proper al 21 de setembre, el dia de Sant Mateu. Aquesta fira recorda aquella tradició lúdico-feudal que, anys enrere, va donar molt de renom a aquesta plaça.
La setmana micològica se celebra des de fa uns anys, a l'octubre, i es tracta d'un esdeveniment social a escala internacional. La Biblioteca Pública té la millor col·lecció aragonesa de llibres sobre micologia.
El comerç que tant va prosperar al poble des de l'edat mitjana fins a mitjans del segle xx va fer que els habitants d'Ayerbe tinguessin un esperit hospitalari, virtut que avui orienten cap al turisme amb interessants propostes hoteleres i d'allotjament.

## Gastronomia
Tots els hostes i viatgers d'Ayerbe podran gaudir de la seva gastronomia i especialitats pròpies. A la vil·la i als seus voltants, molts restaurants distingits ofereixen una cuina original on conviuen la tradició i les últimes novetats. A més, els establiments de menjars casolans i els bars de tapes completen un menú per a tots els paladars.
La base són sempre els productes naturals, tan variats en aquesta terra, i el resultat és múltiple: amanides, sopes, bullits, migas de pastor, migas amb bolets, verdures (borratja, bisalt, faves tendres, card, col, bròquil…), llenties, caragols, salmorejo, pollastre al chilindrón, cabrit rostit, vedella rostida o xuletes de vedella, caldereta, xai a la pastora, madeixes de xai, tortes, morcilla i embotits variats.
Hi ha altres productes de qualitat reconeguda: bolets, mel, ametlles, oli, vi i els famosos productes de reposteria que sempre han reclamat els viatgers: la famosa torta d'Ayerbe, el refollau i els empanadicos.

## Agermanaments
- Garlin